# Segonzac (Dordonya)
Segonzac (en francès Segonzac) és un municipi francès situat al departament de la Dordonya i a la regió de la Nova Aquitània. El primer esment escrit Seguonzac data del 1122.

## Demografia
| 1962                                       | 1968 | 1975 | 1982 | 1990 | 1999 | 2007 | 2017 |
| ------------------------------------------ | ---- | ---- | ---- | ---- | ---- | ---- | ---- |
| 128                                        | 124  | 233  | 217  | 210  | 216  | 221  | 205  |
| Des de 1962: població sense dobles comptes |      |      |      |      |      |      |      |